# Hestina hirayamai
Hestina hirayamai är en fjärilsart som beskrevs av Matsumura 1936. Hestina hirayamai ingår i släktet Hestina och familjen praktfjärilar. Inga underarter finns listade i Catalogue of Life.